# Feine Dame
Feine Dame ist ein österreichischer Fernsehfilm aus dem Jahr 2006 von Regisseur Xaver Schwarzenberger nach einem Drehbuch von Ulli Schwarzenberger mit Aglaia Szyszkowitz, Harald Krassnitzer und Julia Stemberger. ORF-Erstausstrahlung der Filmkomödie war am 23. April 2006, auf 3sat wurde der Film erstmals am 23. Oktober 2007 gezeigt.

## Handlung
Die 40-jährige Regina Steinberg ist Mutter der 20-jährigen Marcella und Gattin des Zahnarztes Dr. Julius Steinberg. Regina hält sich für eine aufopfernde Ehefrau und Mutter. Andere halten sie für eine herrschsüchtige Egozentrikerin. Marcella hält es mit ihrer Mutter nicht mehr aus und zieht in die Wohngemeinschaft ihres Freundes Martin. Außerdem bricht sie ihr Studium ab, um eine Lehre als Bäckerin bei den Eltern ihres Freundes zu beginnen.
Nach einem Schwächeanfall seiner 80-jährigen Mutter Klara ist Julius auf der Suche nach einer neuen Sprechstundenhilfe. Zufällig trifft Regina auf ihre frühere Freundin Nora, die nach einer Firmenübernahme ihren Job in einem Pharmakonzern verloren hat und nun auf der Suche nach einer neuen Stelle ist. Nora ist kinderlos und geschieden, nachdem ihr Mann sie sechs Jahre lang betrogen hatte. Nora und Regina kennen sich seit der Volksschule und hatten sich seit zwanzig Jahren nicht mehr gesehen. Damals hatte Regina Julius geheiratet, obwohl sie von Marcel schwanger war.
Nora stellt sich die Frage, ob sie als Sprechstundenhilfe geeignet ist. Regina sieht allerdings kein Problem, da die Tätigkeit sogar ihre Schwiegermutter geschafft hatte. Falls es doch nicht klappen sollte, könne sie immer noch als Reginas Putzfrau arbeiten, nachdem die vorherige, unangemeldet beschäftigte Putzfrau wegen Regina gekündigt hatte.
Regina fährt mit ihrer Mutter Nanni Körber auf Kur, Nora soll währenddessen ein wachsames Auge auf Julius haben, weil Regina befürchtet, dass ihr Mann sie betrügt. In der Folge kommen sich Julius und Nora näher, die beiden beginnen eine Affäre. Bei ihrer Rückkehr findet Regina einen Abschiedsbrief, in dem Julius sie über die Trennung informiert. Regina weint sich daraufhin bei Nora aus und gesteht ihr, dass Julius damals nur ein Lückenbüßer für Marcel war und ihre Tochter Marcella nach ihrem Vater benannt ist. Später findet Regina heraus, dass es Nora ist, mit der Julius eine Affäre hat.
Es kommt schließlich zur Aussprache zwischen Regina, Julius und Marcella. Regina gesteht, dass für sie Julius nicht die große Liebe war. Julius gibt an, Regina „übernommen“ zu haben, nachdem sie sein bester Freund Marcel nicht mehr wollte und der eine andere hatte. Marcella kündigt an, dass Julius und Regina Großeltern werden, Julius und Regina bleiben zusammen. Nach der Geburt von Marcellas Kind möchte sie zu ihrem neuen Freund, dem Italiener Sergio, ziehen. Das Kind übergibt Marcella zur Pflege an ihre Mutter.
Zufällig hört Regina am Telefon ein Gespräch zwischen Julius und seiner Mutter mit, in dem er sie zum gemeinsamen Essen mit Nora einlädt. Nachdem Regina einer Voodoopuppe einen Stich versetzt, bricht Nora bei einem Essen mit Julius tot zusammen. Noras Vater Georg Moor und Regina treffen sich zufällig bei Noras Grab, laut Georg wurde als Noras Todesursache Herzversagen festgestellt. Auf seine Frage was ihr Herz mache antwortet Regina: „Ich hab’ keines“.

## Produktion und Hintergrund
Die Dreharbeiten fanden vom 17. Oktober bis zum 24. November 2005 in Wien statt. Produziert wurde der Film von der Wiener MR Film (Produzent Kurt J. Mrkwicka), beteiligt war der Österreichische Rundfunk.
Die Kamera führte Xaver Schwarzenberger, die Montage verantwortete Helga Borsche. Das Kostümbild gestaltete Heidi Melinc, das Szenenbild Petra Heim, den Ton Roman Schwartz und Marcel Spisak und die Maske Christine Krebs.

## Rezeption
Filmdienst.de bezeichnete die Produktion als temporeiche, gut gespielte Ehekomödie um vermuteten und erlittenen Schmerz.
tvspielfilm.de schrieb: „Keine feine Dame, aber ein feiner Film“. Tolle Darsteller und ein bissiges Drehbuch machten die Ehesatire zum wirklichen Vergnügen.